# رسلان ألبوروف
رسلان ألبوروف (بالروسية: Алборов, Руслан Михайлович)‏ هو لاعب كرة قدم روسي في مركز الهجوم، ولد في 13 فبراير 1983. لعب مع سبارتاك فلاديقوقاز.